# بطولة أوروبا للألعاب المائية 1966
بطولة أوروبا للألعاب المائية 1966 هو الموسم الـ 11 من بطولة أوروبا للألعاب المائية، عقد في الفترة 20–27 أغسطس من 1966، وجرت المنافسات في مدينة أوترخت،  هولندا، ونظمت من قبل الاتحاد الأوروبي للسباحة.

## النتائج
| م        | الذهبية          | الفضية          | البرونزية |
| -------- | ---------------- | --------------- | --------- |
| الفائزين | الاتحاد السوفيتي | ألمانيا الشرقية | هولندا    |